# Alternativa Canguesa de Esquerdas
Alternativa Canguesa de Esquerdas (ACE, Alternativa Canguesa de Izquierdas en castellano) fue una coalición política de izquierdas de Cangas de Morrazo, que se fundó para presentarse a las elecciones municipales del 27 de mayo de 2007, y que se reeditó en las siguientes del 22 de mayo de 2011, del 24 de mayo de 2015 y del 26 de mayo de 2019.
Está conformada por el Frente Popular Galega (FPG), organización independentista y de izquierdas, Esquerda Unida (EU-IU), sección gallega de IU, así como independientes.
En el 2015, ocupan la alcaldía en Cangas, con Xosé Manuel Pazos como alcalde y Mariano Abalo como concejal de Urbanismo, Patrimonio y Hacienda. Ha sido el partido más votado del gobierno, ya que obtuvieron el 17,4% (2.268 votos) en las elecciones municipales celebradas en 2015.
En 2019, ACE obtiene 2.301 votos (16,98%) y 4 concejales, volviendo a ser el partido más votado de la izquierda en Cangas. Xosé Manuel Pazos mantiene el bastón de mando gracias al apoyo de 4 concejales socialistas con los que forman gobierno.
A partir del año 2021 ACE empieza a deshacerse. Fallece el alcalde de ACE Xosé Manuel Pazos Varela, el PSdG rompe con el pacto de gobierno y Aurora Prieto, la única edil de Esquerda Unida en ACE, abandona la coalición.
En las elecciones municipales del 2023 miembros de ACE se presentaron bajo las siglas de Alternativa dos Veciños, formación del alcalde de Oleiros Ángel García Seoane. La lista fue encabezada por la alcaldesa Victoria Portas y obtuvo un único concejal, decisivo para conformar el nuevo gobierno.

## Etapas anteriores
Año 2003:
En las elecciones del año 2003, la FPG consiguió 967 votos y logró un concejal, mientras que Esquerda Unida y la entonces Iniciativa Polo Morrazo (INMO) consiguieron 496 y 422 votos respectivamente, sin obtener representación.
Año 2007:
El 28 de marzo de 2007 se presentó oficialmente Alternativa Canguesa de Esquerdas. En la Casa de Cultura de Cangas se presentaron las bases del programa político y la configuración de las listas de la candidatura, en una asamblea abierta a la participación. 
En las elecciones municipales de ese año, la coalición obtuvo 1.890 votos (13,1%), lo que le permitió obtener 3 concejales (de 21 totales de la corporación), que condicionaron el gobierno local.
Año 2011:
En las elecciones municipales del 2011 consiguieron 1.744 votos (12,77%) y 3 concejales.